# Polystichum lehmannii
Polystichum lehmannii är en träjonväxtart som beskrevs av Georg Hans Emmo Wolfgang Hieronymus. Polystichum lehmannii ingår i släktet Polystichum och familjen Dryopteridaceae. Inga underarter finns listade.